# Élections générales albertaines de 1959
L'élection générale albertaine de 1959 eut lieu le 18 juin 1959 afin d'élire les députés de l'Assemblée législative de l'Alberta.

## Résultats
| Parti                      | Parti                     | Chef                      | # de candidats | Sièges | Sièges | Sièges  | Voix    | Voix    | Voix    |
| Parti                      | Parti                     | Chef                      | # de candidats | 1955   | Élus   | % Diff. | #       | %       | % Diff. |
| -------------------------- | ------------------------- | ------------------------- | -------------- | ------ | ------ | ------- | ------- | ------- | ------- |
|                            | Crédit social             |                           | 64             | 37     | 61     |         | 230 283 | 55,69 % |         |
|                            | Progressiste-conservateur |                           | 60             | 3      | 1      | -66,7 % | 98 630  | 23,88 % |         |
|                            | Libéral                   |                           | 51             | 15     | 1      |         | 57 408  | 13,88 % |         |
|                            | Crédit social indépendant | Crédit social indépendant | 2              | 1      | 1      | -       | 2 393   | 0,53 %  |         |
|                            | Coalition                 |                           | 1              | 1      | 1      | -       | 2 279   | 0,55 %  |         |
|                            | Commonwealth coopératif   |                           | 32             | 2      | -      | -100 %  | 17 899  | 4,33 %  |         |
|                            | Indépendant               | Indépendant               | 2              | 1      | -      | -100 %  | 3 640   | 0,88 %  |         |
|                            | Ouvrier progressiste      |                           | 4              | -      | -      | -       | 884     | 0,21 %  |         |
| Total                      | Total                     | Total                     | 216            | 61     | 65     |         | 413 516 | 100 %   |         |
| Source : Elections Alberta |                           |                           |                |        |        |         |         |         |         |

Notes :
* N'a pas présenté de candidats lors de l'élection précédente